# Паунд, Дик
Ричард Уильям Данкан «Дик» Паунд (англ. Richard William Duncan "Dick" Pound, род. 22 марта 1947 года) — учредитель и первый президент Всемирного антидопингового агентства (1999—2007). Член МОК с 1978 года (дольше всех среди ныне действующих членов).

## Биография
Родился 22 марта 1942 года в Сент-Катарине, Онтарио, Канада. С детства занимался плаванием. В 1962 году окончил Университет Макгилла.
Выступал за Канаду на Панамериканских играх 1959 года в Чикаго и на летних Олимпийских играх 1960 года в Риме, где он финишировал шестым на дистанции 100 метров вольным стилем и стал четвёртым с эстафетной командой 4×100 м. Выиграл одну золотую, две серебряные и одну бронзовую медали на Играх Британской империи и Содружества 1962 года в Перте, Австралия.
Закончив спортивную карьеру, служил секретарем Олимпийского комитета Канады в 1968 году. Был президентом НОК Канады с 1977 по 1982 годы.
В 1978 году избран в Международный олимпийский комитет и назначен ответственным за переговоры по телевидению и спонсорские соглашения. Он был в исполнительном комитете МОК в течение 16 лет в качестве вице-президента с 1987 по 1991 и затем с 1996 по 2000 год. В МОК Паунд выступал за тестирование спортсменов на допинг.
В 2001 году баллотировался на пост президента МОК, но проиграл бельгийцу Жаку Рогге.
Участвовал в создании Всемирного антидопингового агентства и в 1999 году был избран первым президентом этой организации. После ухода с этого поста Паунд стал партнёром в юридической фирме Stikeman Elliott LLP в Монреале. Является специалистом по налоговому праву. Он также является автором нескольких книг по юридической истории.
Паунд живёт в Уэстмаунте, Квебек, со своей второй женой, монреальским писателем Джули Кейт. У него трое детей, Тревор, Дункан и Меган от первого брака и два пасынка от второго.